# Yasutomo Nagai
Yasutomo Nagai, född den 29 oktober 1965 i Koshigaya, Japan, död den 12 september 1995 i Assen, Nederländerna var en japansk roadracingförare.

## Roadracingkarriär
Nagai körde länge i det japanska Superbikemästerskapet, men flyttade inför 1995 till VM och körde för Yamaha. Han tog två pole och fyra pallplatser innan olyckan var framme.

## Död
Nagai kraschade på Assen på olja som läckt från en Ducati. Han sladdade till, vurpade, och fick motorcykeln över sig (på huvudet), vilket orsakade svåra skallskador. Han vaknade aldrig, utan avled två dagar senare.